# Радзынь-Подляски
Радзынь-Подляски (пол. Radzyń Podlaski) — город в Польше, входит в Люблинское воеводство, административный центр Радзыньского повята. Имеет статус городской гмины. Занимает площадь 19,29 км². Население — 16 140 человек (на 2004 год).
Расположен в 70 км от пограничного перехода на польско-белорусской границе в Славатычах, в 80 км на север от Люблина и в 150 км на восток от Варшавы.

## История
Город был основан в 1468 году.
В 1867—1912 годах входил в состав Седлецкой губернии Царства Польского Российской империи, именовался Радынь (Радин) и был центром Радинского уезда. С 1912 года после раздела Седлецкой губернии входил в Люблинскую губернию. В 1921 году по Рижскому мирному договору отошёл Польской Республике.

## Достопримечательности
- Дворец Потоцких[пол.]

Дворцово-парковый комплекс находится в центре города и является самым красивым его местом. Был построен на рубеже XVII—XVIII вв. и перестроен в 1750—1759 гг. 

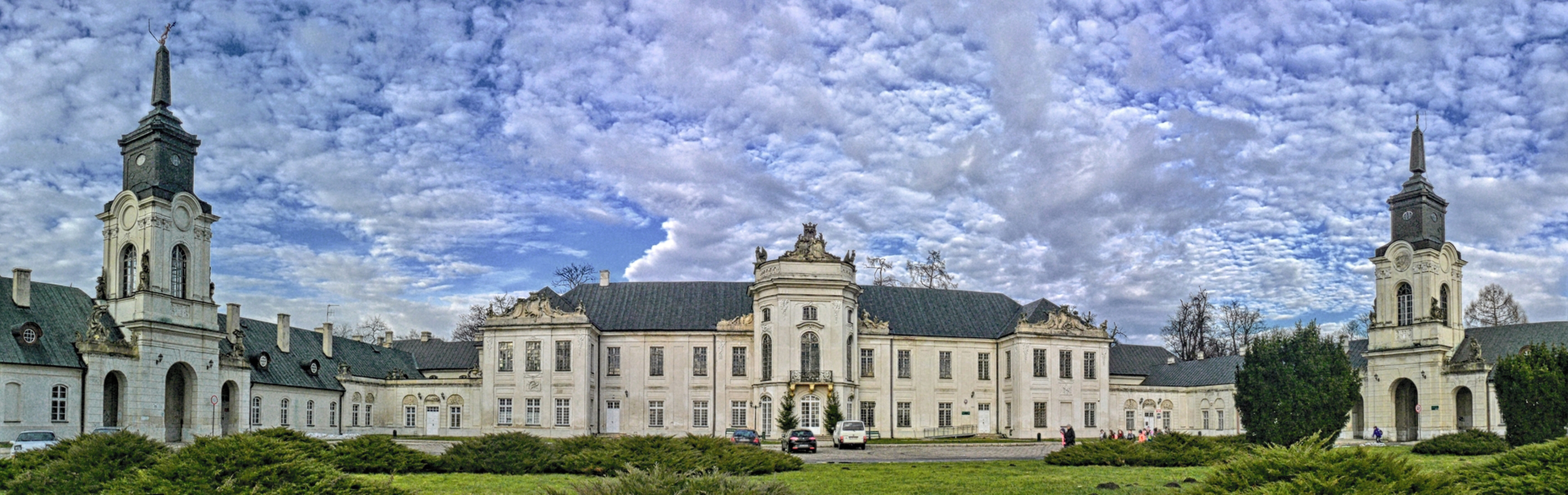
Дворец Потоцких, фото 2013 года

- Костёл Святой Троицы
- Бюст Кароль Липинскому

## Известные люди
- Липинский, Кароль (1790—1861) — польский скрипач, композитор и педагог.
- Пшесмыцкий, Зенон (1861—1944) — польский литературно-художественный критик, поэт, переводчик.